# Núria Aliaga-Alcalde
Núria Aliaga-Alcalde és una química catalana especialitzada en imants moleculars i nanomaterials funcionals.
Llicenciada per la Universitat de Barcelona, Aliaga-Alcalde va obtenir el doctorat l'any 2003 a la Universitat d'Indiana Bloomington a on va escriure la seva tesi sobre la síntesi d'imants d'una molècula de tetranuclear de manganès. Va ser investigadora postdoctoral a l'Institut Max Planck per a la Conversió d'Energia Química i a la Universitat de Leiden.
L'any 2007, Aliaga-Alcalde es va incorporar a la Universitat de Barcelona, on va ser nomenada Professora d'Investigació ICREA. Des del 2012, treballa a l'Institut de Ciència de Materials de Barcelona (ICMAB-CSIC). Va establir un programa de recerca centrat en nanomaterials funcionals i el desenvolupament d'imants moleculars. Està especialment interessada en els curcumoides i els complexos de coordinació semblants als porfírics.